# Флокхарт, Калиста
Калиста Фло́кхарт (англ. Calista Flockhart; род. 11 ноября 1964[…], Фрипорт, Иллинойс) — американская актриса, наиболее известная своими ролями Элли Макбил в телесериале «Элли Макбил» и Китти Уокер в телесериале «Братья и сёстры».

## Биография
Флокхарт родилась в Фрипорте, Иллинойс, в семье учительницы английского языка Кей Калисты и исполнительного директора компании Kraft Foods Рональда Флокхарта. У неё есть старший брат Гэри.
Весной 1989 года Флокхарт дебютировала на телевидении с небольшой роли в дневной мыльной опере «Направляющий свет». В то время она также начала выступать в театре, дебютируя на Нью-йоркской сцене в постановке вместе с Мелиссой Джоан Харт.
Два года спустя Флокхарт появилась в телефильме «Дерроу». У неё были небольшие роли в фильмах «Нагие из Нью-Йорка» (1993) и «Поступление» (1994), а также первая заметная роль в карьере в фильме «Телевикторина».
В 1997 году Флокхарт сыграла свою первую главную роль в сериале «Элли Макбил», за которую она получила премию «Золотой глобус», а также была несколько раз номинирована на «Премию Гильдии киноактёров США» и трижды — на премию «Эмми». В июне 1998 года она появилась на обложке журнала Time, олицетворяя современный феминизм.
Она также снялась в фильмах «Сон в летнюю ночь» (1999) и «Женские тайны» (2000) и «Последний кадр» (2004). В 2005 году она сыграла главную роль в испанском фильме ужасов «Хрупкость».
Флокхард предлагали роль Сьюзан Майер в сериале «Отчаянные домохозяйки», но она отказалась, и в итоге роль досталась Тери Хэтчер. В 2006 году она получила роль Китти Уокер, дочери героини Салли Филд Норы Уокер в телесериале «Братья и сёстры».

## Личная жизнь
В 2001 году Флокхарт усыновила мальчика, которого назвала Лиам. В 2002 году она начала встречаться с актёром Харрисоном Фордом. Они обручились в феврале 2009 года и поженились 15 июня 2010 года.

## Фильмография
| Год       |     | Русское название                 | Оригинальное название                           | Роль                 |
| --------- | --- | -------------------------------- | ----------------------------------------------- | -------------------- |
| 1989      | с   | Направляющий свет                | Guiding Light                                   | Элиз                 |
| 1990      | с   | Как вращается мир                | As the World Turns                              | Стейси               |
| 1990      | с   | —                                | Loving                                          | молодая женщина      |
| 1991      | тф  | Дерроу                           | Darrow                                          | Лиллиан Андерсон     |
| 1992      | с   | Истории из жизни: Кризис в семье | Lifestories: Families in Crisis                 | Мэри-Маргарет Картер |
| 1993      | ф   | Нагие из Нью-Йорка               | Naked in New York                               | студентка-актриса    |
| 1994      | ф   | Поступление                      | Getting In                                      | Аманда Морел         |
| 1994      | ф   | Телевикторина                    | Quiz Show                                       | девушка Барнарда     |
| 1994      | кор | —                                | Clear Cut                                       | н/д                  |
| 1995      | ф   | Алкаши                           | Drunks                                          | Хелен                |
| 1995      | ф   | Картина дитя Джейн Доу           | Pictures of Baby Jane Doe                       | Джейн                |
| 1996      | ф   | Клетка для пташек                | The Birdcage                                    | Барбара Кили         |
| 1996      | ф   | Молоко и деньги                  | Milk & Money                                    | Кристин              |
| 1997      | ф   | Каково врать в Америке           | Telling Lies in America                         | Дайни Мажески        |
| 1997—2002 | с   | Элли Макбил                      | Ally McBeal                                     | Элли Макбил          |
| 1998      | с   | Практика                         | The Practice                                    | Элли Макбил          |
| 1998      | кор | —                                | Angel Passing                                   | медсестра            |
| 1999      | ф   | Сон в летнюю ночь                | A Midsummer Night’s Dream                       | Хелена               |
| 1999      | с   | Элли                             | Ally                                            | Элли Макбил          |
| 2000      | ф   | Женские тайны                    | Things You Can Tell Just by Looking at Her      | Кристин Тейлор       |
| 2000      | мс  | Сказочные истории для всех детей | Happily Ever After: Fairy Tales for Every Child | Ванна Ван            |
| 2001      | тф  | —                                | Bash: Latter-Day Plays                          | Сью                  |
| 2004      | ф   | Последний кадр                   | The Last Shot                                   | Валери Уэстон        |
| 2005      | ф   | Хрупкость                        | Frágiles                                        | Эми                  |
| 2006—2011 | с   | Братья и сёстры                  | Brothers & Sisters                              | Китти Уокер          |
| 2014      | мс  | Робоцып                          | Robot Chicken                                   | разные персонажи     |
| 2014      | с   | Интернет-терапия                 | Web Therapy                                     | Эйприл Китинг        |
| 2015      | с   | Замкнутый круг                   | Full Circle                                     | Эллен Келли-О’Рурк   |
| 2015      | мс  | Пингвины из Мадагаскара          | The Penguins of Madagascar                      | Дорис                |
| 2015—2016 | с   | Супергёрл                        | Supergirl                                       | Кэт Грант            |
| 2016      | с   | —                                | Facetiming with Mommy                           | тётя Элейн           |
| 2024      | с   | Вражда: Капоте против лебедей    | Feud: Capote vs. The Swans                      | Ли Радзивилл         |